# Erythroxylum mogotense
Erythroxylum mogotense är en tvåhjärtbladig växtart som beskrevs av Oviedo. Erythroxylum mogotense ingår i släktet Erythroxylum och familjen Erythroxylaceae. Inga underarter finns listade i Catalogue of Life.